# Ruská
Ruská (in ungherese Dobóruszka) è un comune della Slovacchia facente parte del distretto di Michalovce, nella regione di Košice.